# 沃克鎮區 (密蘇里州弗農縣)
沃克鎮區（英語：Walker Township）是位於美國密蘇里州弗農縣的一個行政鎮區。

## 地方資料
沃克鎮區的面積為94.11平方千米，當中陸地面積為93.11平方千米，而水域面積為1.00平方千米。根據2020年美國人口普查的數據，當地共有人口492人，而人口密度為每平方千米5.23人。